# Tiên Ngọc
Tiên Ngọc là một xã thuộc huyện Tiên Phước, tỉnh Quảng Nam, Việt Nam.
Xã Tiên Ngọc có diện tích 48,85 km², dân số năm 1999 là 2403 người, mật độ dân số đạt 49 người/km².